# Louis Rendu
Louis Rendu (Meyrin, 19 dicembre 1789 – Annecy, 28 agosto 1858) è stato un vescovo cattolico italiano.

## Biografia
Nato da umile famiglia, entrò nello stato ecclesiastico e fu ordinato prete nel 1814. Cultore di studi carattere di geografico e geologico, fu nominato segretario perpetuo
dell'Accademia di Savoia e fu professore di fisica del collegio di Chambéry: presso lo stesso collegio ricoprì le cariche di prefetto degli studi, direttore spirituale e superiore. Nel 1823 diede alle stampe un Traité de physique. Importanti furono pure i suoi studi sui ghiacciai; il ghiacciaio Rendu in Alaska e il monte Rendu in Antartide prendono nome da lui.
Dopo l'affidamento ai gesuiti del collegio nel 1829, abbandonò l'insegnamento e fu nominato canonico del capitolo cattedrale di Chambéry.
Nel 1833 pubblicò il trattato Influence de lois sur le mœurs et de le mœurs sur le lois ("L'influenza delle leggi sui costumi e dei costumi sulle leggi"), che gli valse il conferimento dell'Ordine civile di Savoia. Fu visitatore delle scuole della Savoia per conto del governo e fu predicatore celebre nelle città della Savoia, ma anche a Montpellier e a Lione.
Eletto vescovo di Annecy il 27 gennaio 1843, fu consacrato vescovo nella sua cattedrale il 9 aprile 1843 dall'arcivescovo Alexis Billiet. Volle governare la diocesi con l'ausilio di un consiglio d'amministrazione diocesano. Intraprese l'iniziativa di costruire nuove chiese e ne consacrò ben 102, in una diocesi che contava 300 parrocchie.
Nel 1846 scrisse a Federico Guglielmo IV di Prussia auspicando il ritorno dei protestanti alla fede cattolica: il testo fu pubblicato in italiano a Parma nel 1862.
In segno di disapprovazione della politica ecclesiastica sabauda e per protesta contro l'incarcerazione dei colleghi vescovi, nel 1850 rifiutò il cordone dell'Ordine dei Santi Maurizio e Lazzaro. Dopo aver accettato lo Statuto albertino con favore, assistette con tristezza alla sua strumentalizzazione contro le libertà della Chiesa.
Su incarico di Vittorio Emanuele II, nel 1854, insieme con l'arcivescovo di Genova e il vescovo di San Giovanni di Moriana, si recò in missione presso la Santa Sede nel tentativo di scongiurare la soppressione degli ordini religiosi, ma proprio durante il soggiorno dei presuli a Roma Urbano Rattazzi presentò il disegno di legge contro le corporazioni religiose.

## Genealogia episcopale
La genealogia episcopale è:
- Cardinale Scipione Rebiba
- Cardinale Giulio Antonio Santori
- Cardinale Girolamo Bernerio, O.P.
- Arcivescovo Galeazzo Sanvitale
- Cardinale Ludovico Ludovisi
- Cardinale Luigi Caetani
- Cardinale Ulderico Carpegna
- Cardinale Paluzzo Paluzzi Altieri degli Albertoni
- Papa Benedetto XIII
- Papa Benedetto XIV
- Papa Clemente XIII
- Cardinale Marcantonio Colonna
- Cardinale Giacinto Sigismondo Gerdil, B.
- Cardinale Paolo Giuseppe Solaro
- Arcivescovo François-Marie Bigex
- Cardinale Alexis Billiet
- Vescovo Louis Rendu